# ナショナル・ボード・オブ・レビュー賞 (2022年)
94th NBR Awards
作品賞: 
トップガン マーヴェリック
第94回ナショナル・ボード・オブ・レビュー賞は2022年の映画を対象とした賞であり、2022年12月8日に受賞者が発表された。授賞式の司会はウィリー・ガイストが務める。

## 受賞一覧

### 作品賞
- 『トップガン マーヴェリック』

### 作品賞トップ10
※原題のアルファベット順
- 『aftersun/アフターサン』
- 『アバター:ウェイ・オブ・ウォーター』
- 『イニシェリン島の精霊』
- 『エブリシング・エブリウェア・オール・アット・ワンス』
- 『フェイブルマンズ』
- 『ナイブズ・アウト: グラス・オニオン』
- 『RRR』
- 『ティル』
- 『ウーマン・キング 無敵の女戦士たち』
- 『ウーマン・トーキング 私たちの選択』

### 外国語映画賞
- 『CLOSE/クロース』

### 外国語映画トップ5
※英題のアルファベット順
- 『西部戦線異状なし』
- 『アルゼンチン1985 〜歴史を変えた裁判〜』
- 『別れる決心』
- 『EO イーオー』
- 『サントメール ある被告』

### ドキュメンタリー映画賞
- 『"Sr.":ロバート・ダウニー・シニアの生涯』

### ドキュメンタリー映画トップ5
※英題のアルファベット順
- 『All the Beauty and the Bloodshed』
- 『All That Breathes』
- 『クロティルダの子孫たち -最後の奴隷船を探して-（英語版）』
- 『Turn Every Page』
- 『Wildcat』

### インディペンデント映画トップ10
※原題のアルファベット順
- 『アルマゲドン・タイム ある日々の肖像』
- 『エミリー・ザ・クリミナル』
- 『The Eternal Daughter』
- 『Funny Pages』
- 『インスペクション ここで生きる』
- 『生きる LIVING』
- 『A Love Song』
- 『Nanny』
- 『To Leslie』
- 『聖なる証（英語版）』

### 監督賞
- スティーヴン・スピルバーグ - 『フェイブルマンズ』

### 主演男優賞
- コリン・ファレル - 『イニシェリン島の精霊』

### 主演女優賞
- ミシェル・ヨー - 『エブリシング・エブリウェア・オール・アット・ワンス』

### 助演男優賞
- ブレンダン・グリーソン - 『イニシェリン島の精霊』

### 助演女優賞
- ジャネール・モネイ - 『ナイブズ・アウト: グラス・オニオン』

### オリジナル脚本賞
- マーティン・マクドナー - 『イニシェリン島の精霊』

### 脚色賞
- イアン・ストーケル、エドワード・ベルガー、レスリー・パターソン - 『西部戦線異状なし』

### アニメーション映画賞
- 『マルセル 靴をはいた小さな貝（英語版）』

### ブレイクスルー演技賞
- ダニエル・デッドワイラー - 『ティル』
- ガブリエル・ラベル（英語版） - 『フェイブルマンズ』

### 新人監督賞
- シャーロット・ウェルズ（英語版） - 『aftersun/アフターサン』

### アンサンブル演技賞
- 『ウーマン・トーキング 私たちの選択』

### 撮影功績賞
- クラウディオ・ミランダ - 『トップガン マーヴェリック』

### 表現の自由賞
- 『All the Beauty and the Bloodshed』
- 『アルゼンチン1985 〜歴史を変えた裁判〜』